# Louis Léonard Michelet de Villemonteil
Louis Léonard Michelet de Villemonteil est un homme politique français né le 25 janvier 1761 à Chavanat (Creuse) et mort le 30 décembre 1823 à Guéret (Creuse).

## Biographie
Homme de loi avant la Révolution, il est administrateur du département, puis conseiller de préfecture en 1800. Il est député de la Creuse de 1815 à 1817, siégeant dans la majorité soutenant les gouvernements de la Restauration.

## Sources
- « Louis Léonard Michelet de Villemonteil », dans Adolphe Robert et Gaston Cougny, Dictionnaire des parlementaires français, Edgar Bourloton, 1889-1891 [détail de l’édition]